# رياض الصالح الحسين
رياض الصالح الحسين (10 مارس 1954 -21 نوفمبر 1982) هو شاعر سوري من شعراء قصيدة النثر في سوريا والعالم العربي الحديث.

## حياته[2][3][4]
وُلِدَ رياض الصالح الحسين في مدينة درعا في 10/3/1954 لأب موظف من مدينة مارع شمال حلب. كان والده يتنقّل مع عائلته بين المدن السورية ثلاثين عامًا
منعه الصم والبكم من إكمال دراسته، فدأب على تثقيف نفسه بنفسه. اضطر إلى ممارسة العمل مبكرًا، كعامل وموظف وصحفي، وعانى من مشكلة البطالة
كان مستمرًّا في كتابة الشعر والموضوعات الصحفية منذ عام 1976 حتى وفاته.

## تواريخ[6]
- يوم الأربعاء 10  مارس 1954 ولد في درعا
- 1967 أجريت له عملية جراحية في مستشفى المواساة بدمشق فقد على إثرها السمع والقدرة الطبيعية على النطق
- 1974 أجريت له عملية جراحية ثانية في بلغاريا للتخفيف من عواقب العملية الأولى حيث تعلق هناك بـصديقته يانا فالنتينوفا.
- 1974  بدأ بكتابة الشعر
- 1975 جاء إلى حلب وسكن في حي (الصاخور) وحصل على وظيفة عامل في شركة خاصة للغزل بحي التل بحلب حيث تعرف على الشاعر علي كتخدا ثم انتقلا معاً للعمل معا بفرز الأوراق في مؤسسة الأمالي الجامعية، التابعة لاتحاد طلبة جامعة حلب. وهناك تعرف على نذير جعفر، الذي كتب عنه في روايته (تحت سقف واطئ). في حلب عقد صداقات مع عدد كبير من الشعراء والكتاب ومنهم بشير البكر ونبيل سليمان ونجم الدين سمان وحامد بدرخان وهيثم الخوجة. في تلك الفترة  دخلت سمر المير " الآنسة س " إلى حياته.[7]
- 1976 بدأ ينشر قصائده التفعيلة في مجلة جيل الثورة الصادرة عن الإتحاد الوطني لطلبة سوريا
- 1977 تحول نهائيا لقصيدة النثر وانتقل أيضاً إلى دمشق ليعمل مع أخيه حسن عند أحد الخياطين ثم انخرط في الجو الثقافي وعمل في مكتب الدراسات الفلسطينية. وعمل كذلك في صحيفة تشرين ومصححاً في وزارة الثقافة. في دمشق تعرف على الكثير من الكتاب العراقيين: هاشم شفيق ومهدي محمد علي وعبد الكريم كاصد. وارتبط بعلاقة عاطفية عاصفة مع الفتاة العراقية هيفاء أحمد وتقدم لخطبتها رسميًّا، لكنها أنهت العلاقة بعد معرفتها برحلته إلى اللاذقية بصحبة الفنانة التشكيلية هالة الفيصل.[8][9]
- 1977 شارك مع خالد درويش وفرج بيرقدار وجميل حتمل ووائل سواح وموفق سليمان وفاديا لاذقاني في إصدار «الكراس الأدبي»، التي ما لبثت أن توقف نشرها بعد عددها التاسع، واعتُقل غالبية كُتابها، ومنهم رياض نفسه.[10]
- يوم السبت 20 نوفمبر 1982 توفي في مشفى المواساة بدمشق عن عمر لا يتجاوز 29 عاما.
- يوم الأحد 21 نوفمبر 1982 دفن في مقبرة مارع.

## أعماله[11][12]
كتب في الشعر، القصة القصيرة، قصص الأطفال، المقالة الصحفية، والنقد الأدبي.
أصدر ثلاث مجموعات شعريّة في حياته:
- خراب الدورة الدمويّة - مطابع وزارة الثقافة - دمشق 1979 - تصميم الغلاف بشار العيسى
- أساطير يوميّة - مطابع وزارة الثقافة - دمشق 1980 - تصميم الغلاف عاصم الباشا
- بسيط كالماء واضح كطلقة مسدَّس - دار الجرمق - دمشق 1982 - تصميم الغلاف يوسف عبدلكي - تقديم سعدي يوسف
- أنجز مجموعته الشعريّة «وعل في الغابة» قبل وفاته، وأصدرتها وزارة الثقافة في عام 1983 - بورتريه الغلاف هالة الفيصل
- صدر عن منشورات المتوسط وبالتعاون مع مؤسسة نايانيل للثقافة ورابطة الكتاب السوريين كتاب الأعمال الكاملة للشاعر السوري رياض الصالح الحسين صدر الكتاب في 312 صفحة من القطع الوسط، وضم مقدمة وسيرة قصيرة كتبها الشاعر السوري منذر مصري ثم قصائد مجموعاته الأربعة وقصائد بخط يد الشاعر إضافة لشاهدات مهمة عن الشاعر كتبها كل من الشاعر السوري فرج بيرقدار والعراقيين هاشم شفيق وعبد الكريم كاصد , لتأتي بعدها شهادة لابن أخت رياض الصالح الحسين، وهو الشاعر عماد نجار والذي أشرف على الكتاب وإصداره
- تانغو تحت سقف ضيق (بالإنكليزية) – مختارات شعرية - ترجمة صالح الرزوق ومراجعة فيليب تيرمان - دار النشر الدفلى البرية – نيويورك 2021[13][14]

## وفاته
توفي في مستشفى المواساة بدمشق عصر يوم 21 تشرين الثاني 1982 لأسباب غامضة .